# Femtastic
Femtastic är ett svenskt nätverk och kollektiv för kvinnor inom musik och kultur.
Kollektivet grundades 2010 av kvinnliga kulturarbetare som verkade som artister, dj:s, fotografer och designers. Bland grundarna fanns bland andra Vanessa Marko och Nathalie Missaoui. Nätverket har en förankring inom hiphop och urban musikkultur och skapades då grundarna ansåg det viktigt att organisera sig för att ta sig fram i en mansdominerad bransch och värld.
Femtastic låg bakom den rikstäckande FATTA-kampanjen, som var en reaktion på friande våldtäktsdomar och vad nätverket uppfattade som en förlegad syn på kvinnlig och manlig sexualitet. I kampanjen ingick även musiksingeln "Fatta" där Cleo, Syster Sol och Kristin Amparo medverkar. Nätverket har även anordnat workshops och läger som ska inspirera tjejer att ta steget in i musikstudio, replokal och upp på scenen. De har även anordnat klubbar och evenemang.
30 januari 2015 släppte Femtastic ett album tillsammans med nederländska Dam Dutchess under det gemensamma namnet Fam. Albumet "Fam first" har som syfte att belysa och förändra en ojämställd europeisk musikscen. Några av de medverkande artisterna är Kristin Amparo, Etzia och Cleo.
Femtastic AB är fortfarande aktivt som byrå för strategisk kommunikation med specialisering på musik, retorik och politisk PR och drivs av Vanessa Marko.